# Engelmajer Sámuel
Engelmajer Sámuel (18. század) teológiai doktor, választott bidvai püspök.

## Élete
Előbb lőcsei plébános és Szent Jakabról címzett apát volt. Barkóczy magával hozta a szepesi nagypréposti megyéből Egerbe, hol 1746-ban kanonok, székesegyházi esperes, bidvai címzetes püspök és nagyprépost lett.
Nevét Engelmayer, Englmajer és Englmayernek is irták.

## Munkái
1. Az Isten egri temploma fényes napjának halálos lehanyatlása után megörökösített dicsőséges emlékezete, melyrűl a néh. egri püspöknek Monyorókereki grof Erdődi Antal urnak lelke nyugodalmáért 1745. eszt. karácsony hava első napján tartatott jeles esztendős áhitatosságnak alkalmatosságával e képen prédikállott. Buda, 1747.
2. A halálról úgy mint a keresztény embernek különös nagy nyereségérül néh. Méltgs. báró Nikházi Mária asszonynak néh… Jobbaházi Dőri András úr özvegyének tisztességes keresztény temetése alkalmatosságával… prédikállott. Eger, 1758.
3. Lob- und Lehr-Rede, gehalten bei Gelegenheit der feyerlichen Überbringung der Schmerzhaften Mutter Gottes von Schossberg, aus ihrer bisherigen Capelle in die neuerbaute prächtige Kirche Ordens des heiligen Pauli ersten Einsiedlers an dem hohen Fest-Tage der Himmelfahrt Mariä. Ofen, 1762.
4. Der zum besonderen Dienst des Herrn seines Gottes von Mutterleib an beruffene fromme und getreue Knecht wie ihn bei Gelegenheit der den II. August 1765… zu Pressburg vollzogenen standesmässigen Beysezung des weyland Hochgeb. Herrn Francisci II. des h. Römischen Reichs Fürsten, und Erzbischofs zu Gran… aus dem Hauss Barkóczy von Szala in einer Trauer- und Lob-Rede vorgetragen hat. Pressburg.